# 무브 투 헤븐: 나는 유품정리사입니다
《무브 투 헤븐: 나는 유품정리사입니다》는 넷플릭스에서 공개된 드라마로, 아스퍼거 증후군이 있는 청년과 어느날 갑자기 그의 후견인이 된 사람이 유품정리업체를 운영하면서 죽은이들이 남긴 이야기를 담는다.

## 등장 인물

### 주요 인물
- 이제훈 : 조상구 역 (아역 진유찬) - 한그루의 후견인이자 삼촌, 한정우의 이부동생, 유품정리사
- 탕준상 : 한그루 역 (아역 정민재, 심지안, 장호준) - 아스퍼거 증후군을 가진 청년, 유품정리사

### 주변 인물
- 홍승희 : 윤나무 역 - 한그루의 친구
- 정석용 : 윤영수 역 - 윤나무의 아버지
- 정영주 : 오미란 역 - 윤나무의 어머니
- 이문식 : 박주택 역 - 폐기물 처리 트럭운전사
- 임원희 : 오현창 역 - 변호사

### 그 외 인물
- 정애연 : 마담 역
- 홍석 : 박준영 역 - 순경
- 박정원 : 김수진 역 - 김수철의 여동생
- 김주연 : 민지원 역 - 한정우의 부인, 그루의 어머니
- 홍진기 : 김선우 역 - '조선테크'에서 일하다 사망한 직원
- 이정은 : 김선우의 어머니 역
- 정충구 : 김선우의 아버지 역
- 고하 : 강수지 팀장 역 - 아쿠아리움의 팀장
- 이한솔 : 고시원 총무 역
- 신소현 : 편의점 알바생 역
- 서정식 : '조선테크' 전무이사 역
- 박수찬 : '조선테크' 직원 1 역
- 최형욱 : '조선테크' 직원 2 역
- 윤상원 : '조선테크' 직원 3 역
- 조승연 : 김선우 부모의 지인 역
- 정소리 : 김 간호사 역
- 오재세 : 병원 경비 역
- 진시원 : 119 구급대원 역
- 임왕섭 : 트럭 운전사 역
- 임욱현 : 도로 경찰 1 역
- 진호은 : 도로 경찰 2 역
- 이주실 : 이영순 역 (젊은시절 안민영) - 쪽방촌에서 사망한 할머니
- 성노진 : 박철우 역 (젊은시절 이우성) - 이영순의 아들
- 고나영 : 이영순의 며느리 역
- 변상문 : 아쿠아리움 경비원 역
- 김상동 : 쪽방촌 할아버지 역
- 이명자 : 쪽방촌 할머니 역
- 구자건 : 은행 청원경찰 역
- 민주홍 : 은행 직원 1 역
- 박지예 : 은행 직원 2 역
- 고기영 : 은행 직원 3 역
- 윤지은 : 은행 직원 4 역
- 변혜영 : 은행 직원 5 역
- 이얼 : 양복점 사장 역
- 고유안 : 데이트폭력 가해자 역
- 김수빈 : 데이트폭력 피해자 역
- 옹성진 : 조상구의 격투기 상대선수 역
- 박신아 : 이선영 역 - 유치원 교사
- 신수오 : 김용우 역 - 이선영의 남자친구
- 하시연 : 김은미 역 - 이선영의 유치원 동료교사
- 장격수 : 김용우 측 변호사 역
- 이지현 : 주민 1 역
- 박정언 : 주민 2 역
- 이유경 : 아파트 반장 아줌마 역
- 최정화 : 유치원 원장 역
- 강학수 : 부동산중개사 역
- 신소영 : 택시기사 역
- 권수현 : 정수현 역 - 응급의학과 전문의
- 김도연 : 이안 박 역 - 정수현의 애인, 첼리스트
- 김철윤 : 병원에서 난동피우는 남자 역
- 엄다은 : 간호사 1 역
- 최지수 : 간호사 2 역
- 이지혜 : 간호사 3 역
- 이상경 : 간호사 4 역
- 채승혜 : 간호사 5 역
- 유인혜 : 간호사 6 역
- 박선아 : 정수현의 어머니 역
- 곽지현 : 공연장 안내원 역
- 변새봄 : 김소미 역 - 첼리스트
- 강세화 : 제니퍼 송 역 - 첼리스트
- Kirilova Daniela : 다니엘라 역 - 첼리스트
- 조아한 : 매니저 역
- 정동환 : 김인수 역 - 아파트 경비원, 前 재화건설 부장
- 강애심 : 이미선 역 - 김인수의 부인
- 윤주상 : 노 회장 역 - 재화건설 회장
- 장재권 : 골프가방 주민 역
- 유세빈 : 스포츠카 운전자 역
- 공성하 : 간호사 역
- 임근아 : 아파트 주민 1 역
- 김장동 : 아파트 주민 2 역
- 박정헌 : 아파트 주민 3 역
- 이태건 : 장례식 경비원 역
- 이종우 : 김수철의 담당 의사 역
- 유원우 : 김수철을 괴롭히는 남학생 1 역
- 오재이 : 김수철을 괴롭히는 남학생 2 역
- 김재하 : 김수철을 괴롭히는 남학생 3 역
- 탁환의 : 김수철을 괴롭히는 남학생 4 역
- 김희 : 라운드걸 역
- 김태응 : 양복 사내 1 역
- 오동현 : 양복 사내 2 역
- 육현식 : 양복 사내 3 역
- 한지호 : 양복 사내 4 역
- 유동훈 : 놀이공원에서 그루를 괴롭히는 남학생 1 역
- 조윤호 : 놀이공원에서 그루를 괴롭히는 남학생 2 역
- 강혁일 : 놀이공원에서 그루를 괴롭히는 남학생 3 역
- 케빈 오 : 매튜 그린(강성민) 역 (아역 홍준우) - 해외입양아, 선천적 심장질환자
- 유선 : 강은정 역 (아역 변은지) - 아나운서
- 오지영 : 주점 주인 역
- 김흥태 : 주점 깡패 역
- 김민혜 : 센터 직원 1 역
- 이시영 : 센터 직원 2 역
- 홍의준 : 안내 직원 역
- 김가영 : 강은정의 어머니 역 - 위탁모
- 류지훈 : 강은정의 아버지 역
- 이재순 : 복지관 직원 1 역 (목소리 출연)
- 나미희 : 복지관 직원 2 역 (목소리 출연)
- 이레 : 차은별 역(나비소녀) - 자신이 죽은 후 유품정리를 위해 의뢰하러 온 여학생
- 김범진 : 경찰 팀장 역
- 강지훈 : 앵커 역
- 김홍남 : 수화하는 남자 역
- 류종록 : 의사 역
- 정일화 : 간호사 역
- 김건호 : 김준식 역 - 부산 소방관, 한정우의 과거 동료 소방관
- 이은형 : 정 대원 역 - 한정우의 과거 동료 소방관
- 최희진 : 수간호사 역

### 아역
- 전해솔 : 주민 1의 아들 역
- 이다니엘 : 주민 2의 아들 역
- 김로이 : 민수 역 - 진달래반 아이
- 장마루 : 성민 역 - 진달래반 아이
- 이성환 : 준수 역 - 진달래반 아이
- 주승호 : 서진 역 - 진달래반 아이
- 고은별 : 미진 역 - 진달래반 아이
- 박다경 : 미림 역 - 진달래반 아이
- 한서진 : 민지 역

### 특별 출연
- 지진희 : 한정우 역 (아역 안지호) - 한그루의 아빠 (1~2회, 7~10회)
- 이재욱 : 김수철 역 - 상구의 후배, 펀치드렁크 환자 (3회, 5~7회)
- 윤지혜 : 이주영 역 - 이선영 사망사건 담당 검사 (4회, 10회)
- 이기영 : 정수현의 아버지 역 (5회)
- 최수영 : 손유림 역 - 사회복지사 (6회, 9회)